# Панасевич, Вера Ивановна
Ве́ра Ива́новна Панасе́вич (род. 1937) — бригадир отделочников треста «Сургутэнергострой».
Герой Социалистического Труда (1986).

## Биография
Родилась 26 января 1937 года в селе Новая Шульба Восточно-Казахстанской области.
В 1966 году приехала в Сургут в составе мостопоезда-442. В 1968 году возглавила женскую бригаду на строительстве Сургутской ГРЭС. Вся её жизнь была связана со строительством сначала в мостопоезде, а потом в тресте «Сургутэнергострой». Руководимая ею бригада отделочников не раз побеждала во всесоюзных конкурсах и соревнованиях, устанавливая новые рекорды.
Член КПСС. Делегат XXVI и XXVII съездов КПСС.
Выйдя на заслуженный отдых, Вера Ивановна вкладывает свою энергию в общественную работу. В 1990-х годах она работала председателем профсоюзного комитета управления строительством жилья и соцкультбыта треста «Сургутэнергострой». В 1994 году она находилась с другими представительницами комитета «Женщины Сургута» в зоне боевых действий в Чечне с гуманитарной помощью для солдат-сургутян. В настоящее время Вера Ивановна на общественных началах является руководителем культурно-досугового центра пенсионеров Негосударственного пенсионного фонда энергетиков «Профессиональный».

## Награды и почётные звания
- В 1986 году Указом Президиума Верховного Совета СССР за выдающиеся производственные достижения, досрочное выполнение заданий одиннадцатой пятилетки и проявленную трудовую доблесть Панасевич Вере Ивановне было присвоено звание Героя Социалистического Труда с вручением ордена Ленина и медали «Серп и молот».
- Ордена «Знак Почета» (1974), Октябрьской Революции (1977), Трудового Красного Знамени (1981), медаль «За доблестный труд в честь 100-летия В. И. Ленина» (1970).
- Знаки отличия: «Почётный энергетик СССР» (1981), «Отличник энергетики и электрификации СССР», медаль «За освоение недр и развитие нефтегазового комплекса Западной Сибири».
- 12 октября 2001 года было присвоено звание «Почётный гражданин Ханты-Мансийского автономного округа — Югры».
- 28 ноября 2006 года присвоено звание «Почётный гражданин города Сургута».[1]